# Serrat del Coll de Comadoms
El Serrat del Coll de Comadoms és una serra situada entre els municipis d'Avinyó i de Gaià, a la comarca catalana del Bages, amb una elevació màxima de 567 metres.